# Nuages gris

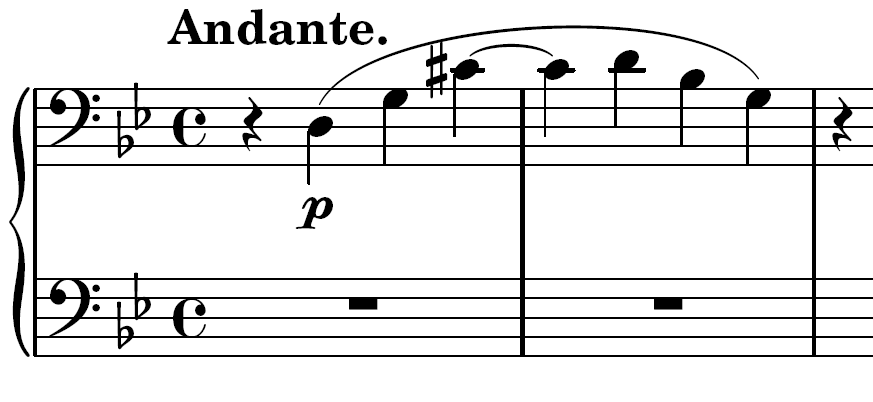
Ausgangsfigur von Nuages gris

Nuages gris (S 199; auch unter dem eingedeutschten Titel Trübe Wolken) ist ein kurzes Klavierstück von Franz Liszt aus dem Jahr 1881. Veröffentlicht wurde es 1927. Als Teil seines Spätwerks weist es eine experimentelle Harmonik und Tonsprache auf. 

## Hintergrund und Nachwirkung
Liszts letzter Lebensabschnitt war von Trübseligkeit und dem sich abzeichnenden Tod geprägt. Infolgedessen spiegeln einige seiner späten Klavierkompositionen diesen psychischen Zustand wider. Dolores Pesce sieht Nuages gris daher auch als Beispiel dieser Trostlosigkeit. Durch die fehlende dynamische und harmonische Bewegung entsteht der Eindruck, der Komponist sei in eine Welt außerhalb von Zeit und Raum entrückt.
Oft wird Liszts Spätwerk als Vorbote einer Musiksprache des 20. Jahrhunderts gesehen. So ist etwa für Serge Gut keines seiner Werke „kühner und zukunftsweisender“ als Nuages gris. Gleichzeitig darf nicht vergessen werden, dass viele der späten Kompositionen erst weit nach seinem Tod veröffentlicht wurden. Ein direkter Einfluss auf die Entwicklung der Neuen Musik erscheint damit sehr fraglich.

## Musik
Wie auch andere Werke aus dieser Zeit lässt sich Nuages gris nur noch sehr begrenzt im romantischen System der Dur-Moll-Tonalität deuten. Vielmehr treten dissonante Akkorde als Klangfarben auf. Die rechte Hand präsentiert zunächst eine zweitaktige Figur, die viermal wiederholt wird. Beim dritten Mal tritt ein Orgelpunkt im Bass hinzu, der später um eine Wechselnote variiert wird. Die Ausgangsfigur mündet in eine Akkordfolge, die, beginnend mit einem Quartakkord, übermäßige Dreiklänge chromatisch abwärts schiebt. Die Sopranstimme führt einen neuen Gedanken ein, der nun von der Ausgangsfigur im Bass kontrastiert wird.
Es folgt eine Stelle, die Serge Gut als außergewöhnlichen Schluss hervorhebt: Der wechselnde Orgelpunkt, erneute, chromatisch abwärtssteigende übermäßige Dreiklänge sowie chromatisch aufwärtssteigende Oktaven werden in drei Schichten übereinandergesetzt. Den Schluss bildet ein grundtonloser Undezimakkord. Auch Humphrey Searle betont diese Stelle und nennt das Stück ein außergewöhnliches Beispiel für Impressionismus.